# 高山芹属
高山芹属（学名：Coelopleurum）是伞形科下的一个属，为多年生草本植物。该属共有约4－5种，分布于苏联、日本及朝鲜北部。